# Gwern
Gwern – drugoplanowa postać w walijskiej mitologii, syn księżniczki walijskiej Branwen i irlandzkiego króla Matholwcha, następca irlandzkiego tronu. Zginął w płomieniach jako trzyletnie dziecko z rąk swojego wuja Efnisiena w czasie walijskiej ekspedycji karnej przeciwko Irlandczykom, która była efektem złego traktowania Branwen na irlandzkim dworze.